# Maravillas, Hidalgo
Maravillas är en ort i Mexiko.   Den ligger i kommunen Nopala de Villagrán och delstaten Hidalgo, i den sydöstra delen av landet, 100 km nordväst om huvudstaden Mexico City. Maravillas ligger 2 403 meter över havet och antalet invånare är 946.
Terrängen runt Maravillas är kuperad åt nordväst, men åt sydost är den platt. Runt Maravillas är det ganska tätbefolkat, med 155 invånare per kvadratkilometer. Närmaste större samhälle är Nopala de Villagran, 8,1 km nordväst om Maravillas. I omgivningarna runt Maravillas växer huvudsakligen savannskog.